# اندیس خامان
خامان یک اندیس غیرفلزی است که در حوالی شهر رفسنجان استان کرمان قرار دارد و مادهٔ معدنی موجود در آن، باریت است.